# John Sappington Marmaduke
John Sappington Marmaduke (14 mars 1833-28 décembre 1887) est un officier de l'armée régulière de l'État frontalier divisé du Missouri, qui devient un major général confédéré pendant la guerre de Sécession.
Servant en Arkansas, il soulève la controverse en tuant son commandant en duel, et est ensuite accusé du meurtre de soldats afro-américains lors de la campagne de la Red River. Pendant le raid de Sterling Price dans le Missouri, Marmaduke est capturé lors de la bataille de Mine Creek (octobre 1864) et reste en captivité jusqu'à la fin de la guerre. Il devient gouverneur du Missouri en 1884, faisant une campagne réussie pour une réforme ferroviaire, avant de mourir en poste.

## Avant la guerre
Deuxième fils parmi dix enfants, Marmaduke naît sur la plantation de son père près d'Arrow Rock dans le comté de Saline, Missouri. Son père, Meredith Miles Marmaduke (en) (1791-1864), est le huitième gouverneur du Missouri. Son grand-père, John Breathitt (en), a servi en tant que gouverneur du Kentucky de 1832 à 1834, mourant à son bureau.
Marmaduke étudie au lycée de Chapel Hill dans le comté de Lafayette, Missouri et à l'université Masonic (en) à Lexington, Missouri, avant d'étudier à l'université de Yale pendant deux ans et puis à l'université d'Harvard une autre année. Le membre du congrès (en) John S. Phelps (en) nomme Marmaduke à l'académie militaire de West Point, où il diplômé en 1857, trentième sur une promotion de 38 étudiants,. Il sert brièvement en tant que second lieutenant dans le first United States Mounted Rifleman, avant d'être transféré dans le 2nd U.S. Cavalry sous les ordres du colonel Albert Sidney Johnston. Marmaduke sert lors de la guerre de l'Utah et est affecté dans le camp Floyd (en) entre 1858-1860.

## Guerre de Sécession
Marmaduke sert dans le territoire du Nouveau-Mexique au printemps 1861 lorsqu'il apprend les nouvelles selon lesquelles le Missouri a fait sécession de l'Union. Il rentre à la hâte chez lui et rencontre son père (un fervent unioniste). Ensuite, Marmaduke décide de démissionner de l'armée des États-Unis, en avril 1861. Le gouverneur du Missouri pro-sécesionniste Claiborne F. Jackson, l'oncle de Marmaduke, le nomme rapidement colonel du 1st regiment of Rifles, une unité du comté de Saline dans la garde de l'État du Missouri. Le gouverneur Jackson quitte Jefferson City en juin, avec le commandant de la garde de l'État le major général Sterling Price, pour recruter plus de troupes. Marmaduke et son régiment les rejoignent à Boonville. Peu de temps après, Price et Jackson partent, laissant Marmaduke responsable d'une petite force de la milice. Marmaduke se rend compte que ses troupes ne sont pas préparées pour le combat, mais le gouverneur lui ordonne de faire front. Les 1700 soldats bien entraînés et bien équipés du général de l'Union Nathaniel Lyon mettent facilement en déroute la force non-entraînée et mal-armée de Marmaduke lors de la bataille de Boonville le 17 juin 1861, une escarmouche surnommée railleusement par les unionistes « les courses de Boonville », puisque les recrues de Marmaduke ont rompu leurs rangs et fui après 20 minutes de combat.
Écœuré par la situation, Marmaduke démissionne de la garde de l'État du Missouri et part pour Richmond, Virginie, où il reçoit une commission de premier lieutenant dans l'armée régulière des États confédérés. Le département à la guerre confédérée lui ordonne de partir pour servir en Arkansas, où il est rapidement élu lieutenant colonel du 1st Arkansas Battalion. Il sert dans l'état-major du lieutenant général William J. Hardee, un ancien instructeur de tactique d'infanterie à West Point. L'ancien commandant de la guerre de l'Utah de Marmaduke, Albert Sidney Johnston, lui demande de rejoindre son état-major au début de 1862.
Marmaduke est blessé au combat lors de la bataille de Shiloh alors colonel du 3rd Confederate Infantry, le rendant indisponible pendant plusieurs mois. En novembre 1862, le département à la guerre confirme la promotion de brigadier général de Marmaduke. Sa première bataille en tant que commandant de brigade est la bataille de Prairie Grove. En avril 1863, Marmaduke part pour l'Arkansas avec 5000 hommes et 10 pièces d'artillerie et entre dans le Missouri maintenant tenu par l'Union. Néanmoins, il est repoussé lors de la bataille de Cape Girardeau et est obligé de retourner à Helena, Arkansas.
La controverse suit rapidement Marmaduke. En septembre 1863, il accuse son supérieur hiérarchique, le major général Lucius M. "Marsh" Walker, de couardise pendant le combat pour ne pas avoir été présent avec ses hommes sur le champ de bataille. Walker, froissé par l'insulte, défie Marmaduke dans un duel, qui aboutit à la mort de Walker le 6 septembre 1863.
Mamarduke commande plus tard une division de cavalerie dans le département du trans-MIssissippi, servant lors de la campagne de la Red River. Pendant cette période, Marmaduke est une nouvelle fois impliqué dans une controverse. Commandant une force confédérée mixte, comprenant les soldats amérindiens du 1st et 2nd Choctaw Regiments, Marmaduke bat un détachement fédéral qui mène une opération de fourrageage lors de la bataille de Poison Spring, Arkansas le 18 avril 1864. Les hommes de Marmaduke sont accusés d'avoir assassiné des soldats afro-américains du 1st Kansas Colored Volunteer Infantry (en) (désigné plus tard comme le 79th U.S. Colored Infantry). Marmaduke et les autres officiers blancs proclament que les accusations de tuerie illégale sont exagérées, et imputent les meurtres aux troupes Choctaw qui, selon les dires d'un confédéré, « ont tué et scalpé quelques-unes » des troupes noires. Marmaduke est acclamé par la presse confédérée pour ce qui est montré comme une victoire significative du Sud.
Marmaduke commande une division lors du raid du major général Sterling Price en septembre-octobre 1864 dans le Missouri, où Marmaduke est capturé lors de la bataille de Mine Creek (par le soldat James Dunlavy (en) du 3rd Iowa Cavalry). Pendant qu'il est encore prisonnier de guerre à Johnson's Island en Ohio, Marmaduke est promu major général en mars 1865. Il est libéré après la fin de la guerre.

## Après la guerre
Marmaduke retourne chez lui dans le Missouri et s'installe à Carondelet, St. Louis. Il travaille brièvement pour une compagnie d'assurance, dont l'éthique est en contradiction avec la sienne. Il publie alors un journal agricole, et accuse publiquement les compagnies de chemin de fer de pratiquer des tarifs discriminatoires contre les fermiers locaux. Le gouverneur nomme rapidement Marmaduke à la première commission ferroviaire de l'État.
Marmaduke décide d'entrer en politique, mais perd la nomination de 1880 du parti démocrate contre l'ancien général de l'Union Thomas T. Crittenden (en), qui a un fort soutien et une assise financière de la part des compagnies de chemin de fer. Sans se laisser décourager, Marmaduke fait campagne quatre ans plus tard à l'élection de gouverneur du Missouri (en) à un moment où l'opinion publique a évolué, et où la réforme et la régulation ferroviaire deviennent plus en vogue. Marmaduke mène une campagne qui en s'excusant accentue son service confédéré, accentue les mauvais traitement des troupes de l'Union sur les habitants du Missouri pendant la guerre de Sécession, célèbre les activités pro-confédérées des « partisans » tels que William Clark Quantrill, proclame que le parti républicain est l'outil des « Carpetbaggers » pour opprimer les natifs du Missouri, et fait des appels manifestes au racisme blanc. Ironiquement, en considérant la campagne « centrée sur la confédération » de Marmaduke, il est élu sur une plate-forme (officiellement) centrée sur la coopération entre les anciens unionistes et confédérés, promettant un agenda qui produira un « nouveau Missouri ».
Il met en place des grèves potentiellement paralysantes des chemins de fer en 1885 et 1886. L'année suivante, Marmaduke soutient des lois à la législature de l'État qui finalement met en place la régulation de l'industrie ferroviaire de l'État. Marmaduke stimule très fortement le financement par l'État des écoles publiques, avec près d'un tiers du budget annuel alloué à l'éducation. Il ne s'est jamais marié, et ses deux nièces servent en tant qu'hôtesses à la maison du gouverneur.
Comme son arrière grand-père, Marmaduke meurt alors qu'il est gouverneur. Il contracte une pneumonie fin 1887 et meurt à Jefferson City. Il est enterré dans le cimetière de la ville.
Marmaduke, Arkansas, dans le comté de Greene est baptisé en l'honneur de John S. Marmaduke.
Son jeune frère, Henry Hungerford Marmaduke, sert dans la marine des États confédérés, est capturé et emprisonné à Johnson's Island. Il sert plus tard dans le gouvernement fédéral lors des négociations avec les pays sud-américains. Il est enterré dans le cimetière national d'Arlington. Deux autres frères de Marmaduke meurent lors de la guerre de Sécession.